# NGC 2018
NGC 2018 是山案座的一個星系。
 维基共享资源上的相關多媒體資源：NGC 2018
- NED – NGC 2018
- SEDS – NGC 2018
- SIMBAD – NGC 2018
- VizieR – NGC 2018